# Nesna (village)
Nesna est une ville du comté de Nordland, en Norvège.

## Géographie
Nesna est le centre administratif de la kommune de Nesna. Elle se situe à l'extrémité de la péninsule. Elle dispose d'une liaison par ferry avec les îles de Tomma, Handnesøya et Hugla, qui appartiennent toutes à la municipalité de Nesna. Nesna a un arrêt fixe de l'Hurtigruten et sur la liaison en hors-bord entre Sandnessjøen et Bodø.